# Пату
 Тази статия е за българския филм.  За селото в Южна Италия вижте Пату (Италия).  
„Пату“ е български игрален филм (драма) от 2005 година на режисьора Станислава Калчева, по сценарий на Влади Киров. Оператор е Иван Тонев.

## Актьорски състав
- Иван Бърнев
- Деян Донков
- Геновева Димитрова